# Michał Wołłowicz (1806–1833)
Michał Wołłowicz herbu Bogoria (ur. w 1806 w Porzeczu, zm. 4 lipca 1833 w Grodnie) – polski szlachcic, hrabia, działacz niepodległościowy i emigracyjny, powstaniec listopadowy, uczestnik partyzantki Józefa Zaliwskiego w 1833.

## Życiorys
Podczas powstania listopadowego w latach 1830–1831 walczył w korpusie generała Antoniego Giełguda. Po upadku powstania udał się na emigrację do Francji. Był członkiem Towarzystwa Demokratycznego Polskiego oraz ruchu Karbonariuszy. Uczestniczył w przygotowaniach do wyprawy Józefa Zaliwskiego mającej na celu wywołanie kolejnego powstania przeciw Rosji. Od marca do maja 1833 dowódca oddziału powstańczego w guberni grodzieńskiej. Dnia 13 maja 1833 roku został ujęty przez Rosjan w okolicach Słonimia.

## Upamiętnienie
Michałowi Wołłowiczowi swój poemat pt. „Dziesięć obrazów z wyprawy do Polski” zadedykował Michał Chodźko.

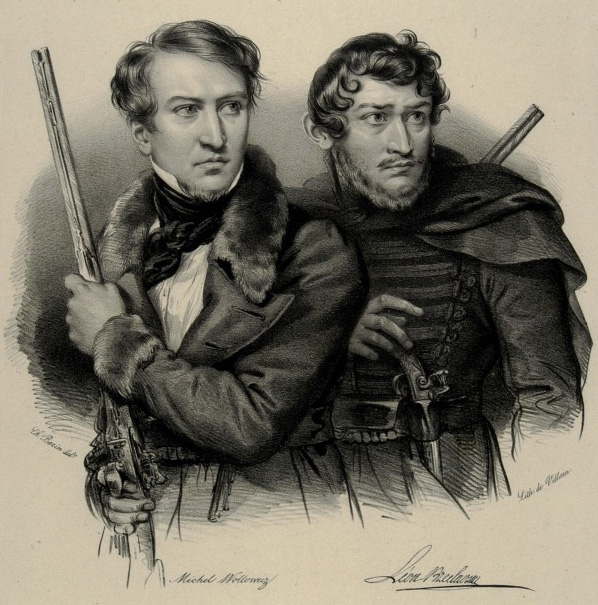
Michał Wołłowicz oraz Leon Przecławski portrety z dzieła Józefa Straszewicza, „Les Polonais et les Polonaises de Revolution du 29 Novembre 1830”
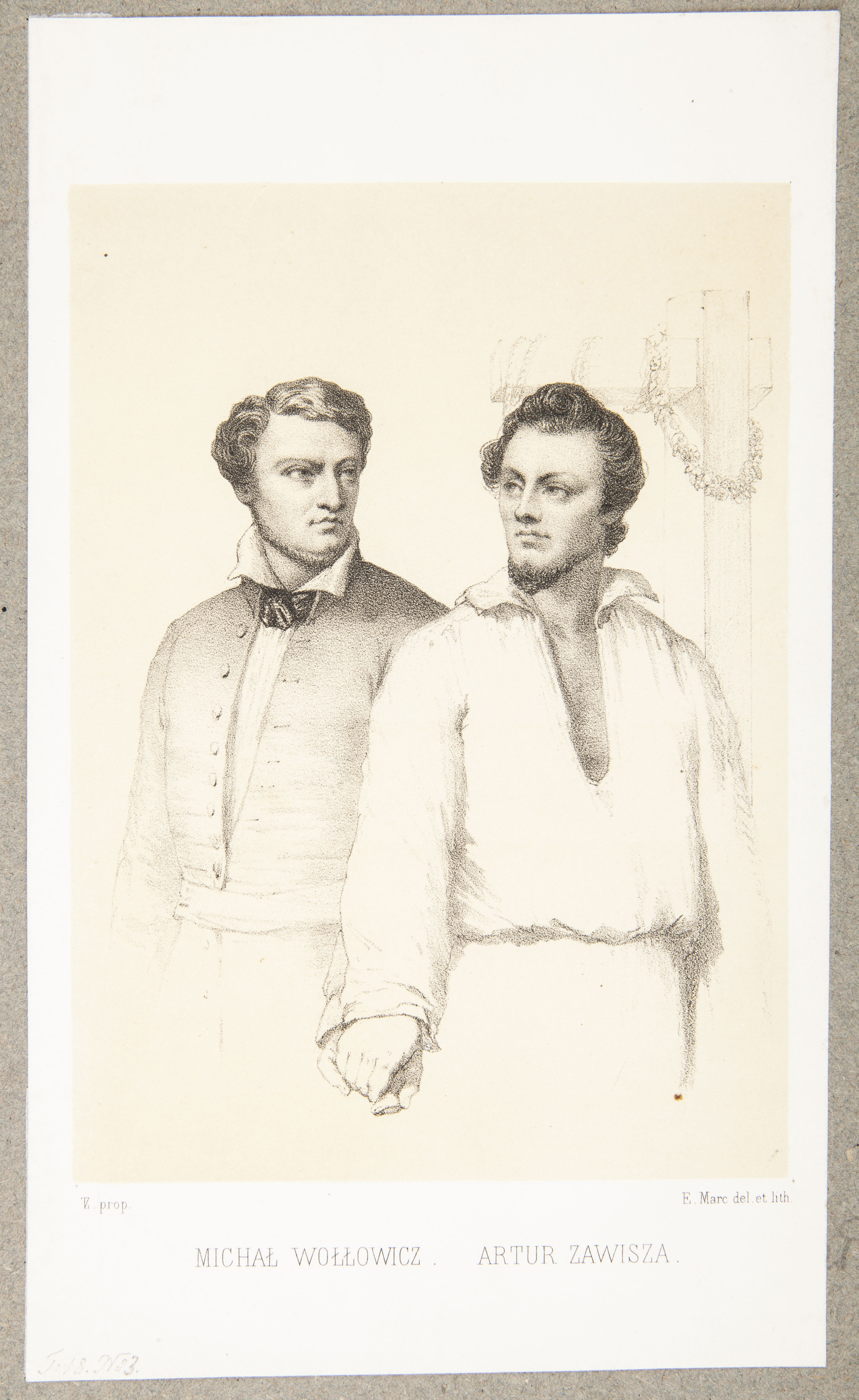
Artur Zawisza oraz Michał Wołłowicz